# Apicia endoglauca
Apicia endoglauca är en fjärilsart som beskrevs av Dyar 1920. Apicia endoglauca ingår i släktet Apicia och familjen mätare. Inga underarter finns listade i Catalogue of Life.